# Kanton Charente-Champagne
Charente-Champagne is een kanton van het Franse departement Charente. Het kanton maakt deel uit van het arrondissement Cognac.

In 2019 telde het 16.778  inwoners.

Het kanton werd gevormd ingevolge het decreet van 20 februari 2014 met uitwerking op 22 maart 2015, met Châteauneuf-sur-Charente  als hoofdplaats.

## Gemeenten
Het kanton omvatte bij zijn vorming 27 gemeenten.
Op 1 januari 2017 werden de gemeenten Éraville, Malaville, Nonaville, Touzac en Viville samengevoegd tot de fusiegemeente (commune nouvelle) Bellevigne.

 Op 1 januari 2021 werden de gemeenten Mosnac en Saint-Simeux samengevoegd tot de fusiegemeente (commune nouvelle)  Mosnac-Saint-Simeux.

 Op 1 januari 2022 werden de gemeenten Lignières-Sonneville en Ambleville samengevoegd tot de fusiegemeente (commune nouvelle) Lignières-Ambleville.
Sindsdien omvat het kanton volgende 21 gemeenten: 
- Angeac-Champagne
- Angeac-Charente
- Bellevigne
- Birac
- Bonneuil
- Bouteville
- Châteauneuf-sur-Charente
- Criteuil-la-Magdeleine
- Gensac-la-Pallue
- Genté
- Graves-Saint-Amant
- Juillac-le-Coq
- Lignières-Ambleville
- Mosnac-Saint-Simeux
- Saint-Fort-sur-le-Né
- Saint-Preuil
- Saint-Simon
- Salles-d'Angles
- Segonzac
- Verrières
- Vibrac